# Ernst-Rulo Welcker
Ernst-Rulo Welcker (* 11. Dezember 1904 in Heringen/Helme, Landkreis Sangerhausen (Provinz Sachsen); † 30. April 1971 in Cottbus) war ein deutscher Chirurg.

## Leben
Welcker war Nachfahre des Anatomen Hermann Welcker. Er besuchte das Gymnasium Wittenberg. Nach dem Abitur studierte er wie seine Vorfahren an der Hessischen Ludwigs-Universität Medizin. 1923 wurde er im Corps Teutonia Gießen aktiv. Als Inaktiver wechselte er an die Friedrichs-Universität Halle. In Halle wurde er 1929 zum Dr. med. promoviert. Nach zwei Jahren in der Hallenser Chirurgie bei Friedrich Voelcker war er ab 1931 bei Ludwig Aschoff in der Freiburger Pathologie. 1933 kehrte er in die Chirurgie zurück. An der (gerade umbenannten) Ernst-Moritz-Arndt-Universität Greifswald arbeitete er unter Friedrich Pels Leusden, Georg Ernst Konjetzny und Karl Reschke. Bei Reschke habilitierte er sich 1938. Zum Dozenten neuer Ordnung wurde er 1939 ernannt. Bei Beginn des Überfalls auf Polen wurde er als Assistenzarzt der Luftwaffe (Wehrmacht) eingesetzt. Im Westfeldzug führte er eine motorisierte Luftwaffensanitätsbereitschaft. 1940 uk gestellt, spezialisierte er sich auf die in Greifswald bis dahin nicht vertretene Orthopädie. Als Reschke 1941 mit 55 Jahren gestorben war, vertrat Welcker kommissarisch den Lehrstuhl für Chirurgie. Anfang 1945 wurde er zum apl. Professor ernannt. Noch vor Kriegsende wurde er nach Stettin abgeordnet; bis September 1945 leitete er dort eine chirurgische Abteilung, wahrscheinlich im Städtischen Krankenhaus Stettin. In der Sowjetischen Besatzungszone war er ab 1. Oktober 1945 wieder stellvertretender Klinikdirektor in Greifswald. Er wurde im März 1946 als Dozent entlassen, blieb aber Oberarzt. Er kündigte im Juli 1946, um eine Chefarztstelle im zerstörten Krankenhaus von Cottbus anzutreten. 1948 gründete er die Medizinische Gesellschaft für Ostbrandenburg. Bis 1963 war er ihr Vorsitzender. 1950 wurde er in den Landtag Brandenburg (1946–1952) gewählt. In der Deutschen Demokratischen Republik wurde er „dank hervorragender organisatorischer Fähigkeiten und seines Bekenntnisses zum Gesundheitswesen nach sowjetischem Vorbild“ zum Ärztlichen Direktor des Bezirkskrankenhauses Cottbus ernannt. Im Dezember 1970 schied er als Chefarzt aus. Wenige Monate später erlag er mit 66 Jahren einer Pneumonie.

## Mitgliedschaften
- Nationalsozialistische Deutsche Arbeiterpartei, 1933 (Mitgliedsnummer 3.146.287)
- Sturmabteilung
- Nationalsozialistischer Deutscher Ärztebund
- Nationalsozialistischer Deutscher Dozentenbund
- Nationalsozialistischer Altherrenbund
- Nationalsozialistische Volkswohlfahrt
- Sozialistische Einheitspartei Deutschlands

## Ehrungen
- Ehrenvorsitzender der Medizinischen Gesellschaft für Ostbrandenburg
- Ehrennadel des Deutschen Boxverbandes der DDR in Gold (1965)